# Gran Premi de Gran Bretanya del 1950
Resultats del Gran Premi de la Gran Bretanya de Fórmula 1 de la temporada 1950, disputat al circuit de Silverstone el 13 de maig del 1950.

## Resultats
| Pos.  | Núm. | Pilot                 | Equip       | Voltes | Temps/ Retirada   | Pos. de sortida | Punts |
| ----- | ---- | --------------------- | ----------- | ------ | ----------------- | --------------- | ----- |
| 1     | 2    | Nino Farina           | Alfa Romeo  | 70     | 2h 13' 23. 6      | 1               | 9     |
| 2     | 3    | Luigi Fagioli         | Alfa Romeo  | 70     | + 2.6 s           | 2               | 6     |
| 3     | 4    | Reg Parnell           | Alfa Romeo  | 70     | + 52.0 s          | 4               | 4     |
| 4     | 14   | Yves Giraud Cabantous | Talbot-Lago | 68     | + 2 Voltes        | 6               | 3     |
| 5     | 15   | Louis Rosier          | Talbot-Lago | 68     | + 2 Voltes        | 9               | 2     |
| 6     | 12   | Bob Gerard            | ERA         | 67     | + 3 Voltes        | 13              |       |
| 7     | 11   | Cuth Harrison         | ERA         | 67     | + 3 Voltes        | 15              |       |
| 8     | 16   | Philippe Étancelin    | Talbot-Lago | 65     | + 5 Voltes        | 14              |       |
| 9     | 6    | David Hampshire       | Maserati    | 64     | + 6 Voltes        | 16              |       |
| 10    | 10   | Joe Fry               | Maserati    | 45     | Cotxe compartit   | 20              |       |
| Comp. | 10   | Brian Shawe Taylor    | Maserati    | 19     | + 6 Voltes        |                 |       |
| 11    | 18   | Johnny Claes          | Talbot-Lago | 64     | + 6 Voltes        | 21              |       |
| Ret   | 1    | Juan Manuel Fangio    | Alfa Romeo  | 62     | Pèrdua d'oli      | 3               |       |
| NC    | 23   | Joe Kelly             | Alta        | 57     | No classificat    | 19              |       |
| Ret   | 21   | Prince Bira           | Maserati    | 49     | Sense combustible | 5               |       |
| Ret   | 5    | David Murray          | Maserati    | 44     | Motor             | 18              |       |
| NC    | 24   | Geoff Crossley        | Alta        | 43     | No classificat    | 17              |       |
| Ret   | 20   | Toulo de Graffenried  | Maserati    | 36     | Motor             | 8               |       |
| Ret   | 19   | Louis Chiron          | Maserati    | 26     | Embragatge        | 11              |       |
| Ret   | 17   | Eugene Martin         | Talbot-Lago | 8      | Pressió de l'oli  | 7               |       |
| Ret   | 9    | Peter Walker          | ERA         | 2      | Cotxe compartit   | 10              |       |
| Comp. | 9    | Tony Rolt             | ERA         | 3      | Caixa canvi       |                 |       |
| Ret   | 8    | Leslie Johnson        | ERA         | 2      | Motor             | 12              |       |

## Altres
- Pole: Nino Farina 1' 50. 6

- Volta ràpida: Nino Farina 1' 50. 8 (a la volta 2)